# Irek Moukhamedov
 (décembre 2019).
Si vous disposez d'ouvrages ou d'articles de référence ou si vous connaissez des sites web de qualité traitant du thème abordé ici, merci de compléter l'article en donnant les références utiles à sa vérifiabilité et en les liant à la section « Notes et références ».
Irek Djavdatovitch Moukhamedov (Ирек Джавдатович Мухамедов en russe, Irek Mukhamedov en anglais) est un danseur russe d'origine tatare, né à Kazan (alors en URSS), le 8 mars 1960.
Il a fait ses classes à l'École d'État chorégraphique de Moscou, affiliée au théâtre Bolchoï. En 1981, il a gagné le grand prix de la danse et la médaille d'or au concours international de ballet à Moscou et a intégré le Bolchoï, où il est devenu le danseur le plus jeune à jamais avoir dansé Spartacus.
Pendant neuf ans, il sera alors le danseur du Bolchoï le plus prisé et tiendra les principaux grands rôles du répertoire en ayant souvent pour partenaire la grande Natalia Bessmertnova, ou encore Nina Ananiachvili. Il tournera aussi dans plusieurs films chorégraphiques, encore distribués aujourd'hui en vidéo, cassettes, DVD, etc.
Outre Spartacus, on le remarque dans Ivan le Terrible, Don Quichotte, Le Lac des cygnes, Roméo et Juliette, Giselle, Raymonda, etc.
En 1988, il remporte le prix Hans Christian Andersen, en tant que meilleur danseur du monde.
En 1990, il quitte la Russie et se rend au London Royal Ballet de Londres. Il est alors connu par un large public au Royaume-Uni et apparaît dans de nombreuses émissions télévisées. Il élargit alors son répertoire à des chorégraphies plus contemporaines, en plus de ses rôles classiques. Des chorégraphes comme Kenneth MacMillan, David Bintley, Ashley Page, Kim Brandstrup ou William Tuckett créent pour lui de nouveaux ballets.
En 1996, il reçoit le prix Benois de la danse, décerné cette année-là à Paris et en 1998 le prix Nijinski. En 2000, il présente à Varsovie une nouvelle version du Lac des cygnes.
Marié depuis 1990 avec une ancienne soliste du Bolchoï, Macha (Maria Leonidovna Zoubkova), il a deux filles, Alexandra et Tchoulpan.